# Metashape
Agisoft Metashape (precedentemente noto come Agisoft PhotoScan) è un software di fotogrammetria. Il software è disponibile nelle versioni Standard e Professional, la versione Standard è sufficiente per attività multimediali interattive, mentre la versione Pro è progettata per la creazione di contenuti GIS. Il software è sviluppato da Agisoft LLC con sede a San Pietroburgo in Russia.
Il software può essere eseguito su questi sistemi operativi: Microsoft Windows, macOS o Linux.
Il programma viene fornito in due opzioni di licenza "Node-Locked" e "Floating". La licenza Node-Locked (precedentemente chiamata licenza Stand-Alone) è una licenza che consente di attivare il programma su un solo computer, tuttavia, se necessario, la licenza può essere trasferita su un computer diverso disattivandola dal PC precedente.  
La licenza Floating (flottante) consente di installare il programma su tutti i computer desiderati ed eseguirlo, contemporaneamente, su tanti sistemi quanti indica il numero di licenze acquistate. 
Esiste anche una versione denominata Educational riservata agli istituti di formazione (esclusivamente scuole ed Università). 
Con le ultime versioni del software (versione 2.2), oltre che gestire i dati fotogrammetrici, è possibile gestire anche i dati provenienti da laser scanner terrestri e lidar.